# Joseph König (Chemiker)
Franz Joseph König (* 15. November 1843 in Haltern-Lavesum; † 12. April 1930 in Münster) war ein deutscher Chemiker und Begründer der deutschen Lebensmittelchemie. Er entwickelte zahlreiche Analyseverfahren und schuf die Basis für die moderne Qualitätsüberwachung von Lebensmitteln.

## Leben
König stammte aus einer alteingesessenen Bauernfamilie und ging in Recklinghausen und Münster auf das Gymnasium (Abitur 1864). Er studierte in München Medizin und danach Naturwissenschaften mit Schwerpunkt Chemie, was er ab 1865 an der Georg-August-Universität Göttingen fortsetzte. Zu seinen Lehrern gehörten Justus von Liebig, Max von Pettenkofer,  Friedrich Konrad Beilstein, Rudolph Fittig und Friedrich Wöhler. Er war Mitglied der Corps Verdensia (1866) und Hercynia (1922). Er wurde 1867 in Göttingen bei Fittig zum Dr. phil. promoviert. Er wandte sich den Anwendungen der Chemie in der Landwirtschaft und Nahrungsmittelindustrie zu und wurde 1868 Assistent von Theodor Dietrich in der landwirtschaftlichen Versuchsstation für Kurhessen in Morschen, die damals mit der  Versuchsstation in Leipzig-Möckern die Erste ihrer Art war. 
1870 wurde er vom Landwirtschaftlichen Provinzialverein für Westfalen und Lippe mit der Gründung der Landwirtschaftlichen Versuchsstation in Münster beauftragt, die 1871 erfolgte, und war bis 1911 deren Leiter. Die Versuchsanstalt wurde 1899 von der neu eingerichteten Landwirtschaftskammer Westfalen übernommen und hatte unter anderem Abteilungen für Pflanzenschutz, Fischzucht, Düngelehre und Lebensmittelkontrollen. 1892 wurde er Honorarprofessor für analytische Chemie, Lebensmittelchemie und Hygiene an der Königlichen Akademie zu Münster, durfte ab 1895 Lebensmittelchemiker ausbilden und wurde 1899 ordentlicher Professor für Hygiene und Nahrungsmittelchemie an der heutigen Westfälischen Wilhelms-Universität.
Er wirkte wesentlich an der Etablierung der Lebensmittelchemie in Deutschland mit und war maßgeblich am ersten deutschen Lebensmittelgesetz von 1879 beteiligt. Die von ihm herausgegebenen Handbücher waren umfangreiche Standardwerke.

## Ehrungen
- Mitglied (Matrikel-Nr. 2690) der Deutschen Akademie der Naturforscher Leopoldina (11. November 1887)
- Mitglied des Reichsgesundheitsrats (1900)
- Geheimer Regierungsrat
- Goldene Liebig-Medaille der Ludwig-Maximilians-Universität München
- Preußische Staatsmedaille in Silber
- Ehrendoktorate
  - Dr.-Ing. E. h. der Technischen Hochschule Charlottenburg
  - Dr. phil. nat. h. c. der Johann Wolfgang Goethe-Universität Frankfurt am Main
  - Dr. med. h. c. der LMU
  - Dr. agr. h. c. der Landwirtschaftlichen Hochschule Poppelsdorf

## Postume Namensstiftungen
- Joseph-König-Gedenkmünze der Gesellschaft Deutscher Chemiker (1934)
- Die Landwirtschaftliche Untersuchungs- und Forschungsanstalt Nordrhein-Westfalen der Landwirtschaftskammer Nordrhein-Westfalen erhielt zu Königs 110. Geburtstag den Namen „Joseph-König-Institut“.
- Joseph-König-Gymnasium Haltern am See (2003)

## Schriften
- Chemie der menschlichen Nahrungs- und Genußmittel 1878 (siehe Lebensmittelchemie).
- Chemische Zusammensetzung der menschlichen Nahrungs- und Genussmittel (= Chemie der menschlichen Nahrungs- und Genussmittel. Bd. 1). Springer, Berlin 1879. 4. verbesserte Auflage bearbeitet von A. Bömer. Springer, Berlin 1903 (Digitalisat).
- Die menschlichen Nahrungs- und Genussmittel, ihre Herstellung, Zusammensetzung und Beschaffenheit, nebst einem Abriss über die Ernährunglehre (= Chemie der menschlichen Nahrungs- und Genussmittel. Bd. 2). Springer, Berlin 1880. 4. verbesserte Auflage. Springer, Berlin 1904 (Digitalisat)